# Liste der Bodendenkmäler in Leverkusen
Die Liste der Bodendenkmäler in Leverkusen enthält die denkmalgeschützten unterirdischen baulichen Anlagen, Reste oberirdischer baulicher Anlagen, Zeugnisse tierischen und pflanzlichen Lebens und paläontologischen Reste auf dem Gebiet der Stadt Leverkusen in Nordrhein-Westfalen (Stand: November 2020). Diese Bodendenkmäler sind in Teil B der Denkmalliste der Stadt Leverkusen eingetragen; Grundlage für die Aufnahme ist das Denkmalschutzgesetz Nordrhein-Westfalen (DSchG NRW).
| Bild           | Bezeichnung                                                 | Lage                                                                             | Beschreibung | Bauzeit                                                                  | Eingetragen seit | Denkmal- nummer |
| -------------- | ----------------------------------------------------------- | -------------------------------------------------------------------------------- | ------------ | ------------------------------------------------------------------------ | ---------------- | --------------- |
|                | „Spykerhügel“, ehem. Zehntscheuer des Weyerhofes            | Lützenkirchen                                                                    |              |                                                                          | 11.11.1981       | B 01            |
|                | Bürgerbusch (3 Grabhügel)                                   | Schlebusch                                                                       |              |                                                                          | 11.11.1981       | B 02            |
|                | Bürgerbusch (1 Grabhügel)                                   | Schlebusch                                                                       |              |                                                                          | 11.11.1981       | B 03            |
|                | Pescher Busch / Pescher Feld (Wallanlage)                   | Rheindorf                                                                        |              |                                                                          | 11.11.1981       | B 04            |
| weitere Bilder | 3 ehem. Fischteiche mit Hügel, ehem. Standort Haus Wambach  | Rheindorf am Wupperweg bzw. rechten Wupperufer nördl. Wupperbrücke (L 293) Karte |              | Haus Wambach: erstm. urkundl. erwähnt: 1193; Abriss 1976 (lt. Infotafel) | 11.11.1981       | B 05            |
|                | ehem. Pfarrkirche Schlebuschrath, Umfeld                    | Alkenrath                                                                        |              |                                                                          | 26.06.1984       | B 06            |
|                | ehem. Standort Haus Reuschenberg mit Umfeld                 | Bürrig                                                                           |              |                                                                          | 29.11.1989       | B 07            |
|                | Obergraben der Reuschenberger Mühle mit Mühlenumfeld        | Bürrig                                                                           |              |                                                                          | 29.11.1989       | B 08            |
|                | Innenhof der ehem. Rheindorfer Burg                         | Rheindorf                                                                        |              |                                                                          | 10.05.1993       | B 09            |
|                | Mühlengelände der ehem. Biesenbacher Mühle                  | Bergisch Neukirchen                                                              |              |                                                                          | 03.03.1995       | B 10            |
|                | Innenhof Gut Ophoven mit Umgebung                           | Opladen                                                                          |              |                                                                          | 17.04.1997       | B 11            |
| weitere Bilder | Innenhof Schloß Morsbroich incl. Wassergraben               | Manfort                                                                          |              |                                                                          | 25.10.2001       | B 12            |
| weitere Bilder | Pfarrkirche St. Aldegundis mit Umfeld                       | Rheindorf Karte                                                                  |              |                                                                          | 25.10.2001       | B 13            |
|                | Mittelalterlicher Hofbrunnen Neucronenberg                  | Quettingen                                                                       |              |                                                                          | 04.12.2006       | B 14            |
|                | Untergraben des Hoverhofes (Gebiet Stadt Bergisch Gladbach) | Schlebusch                                                                       |              |                                                                          | 09.07.2010       | B 15            |